# Resupination

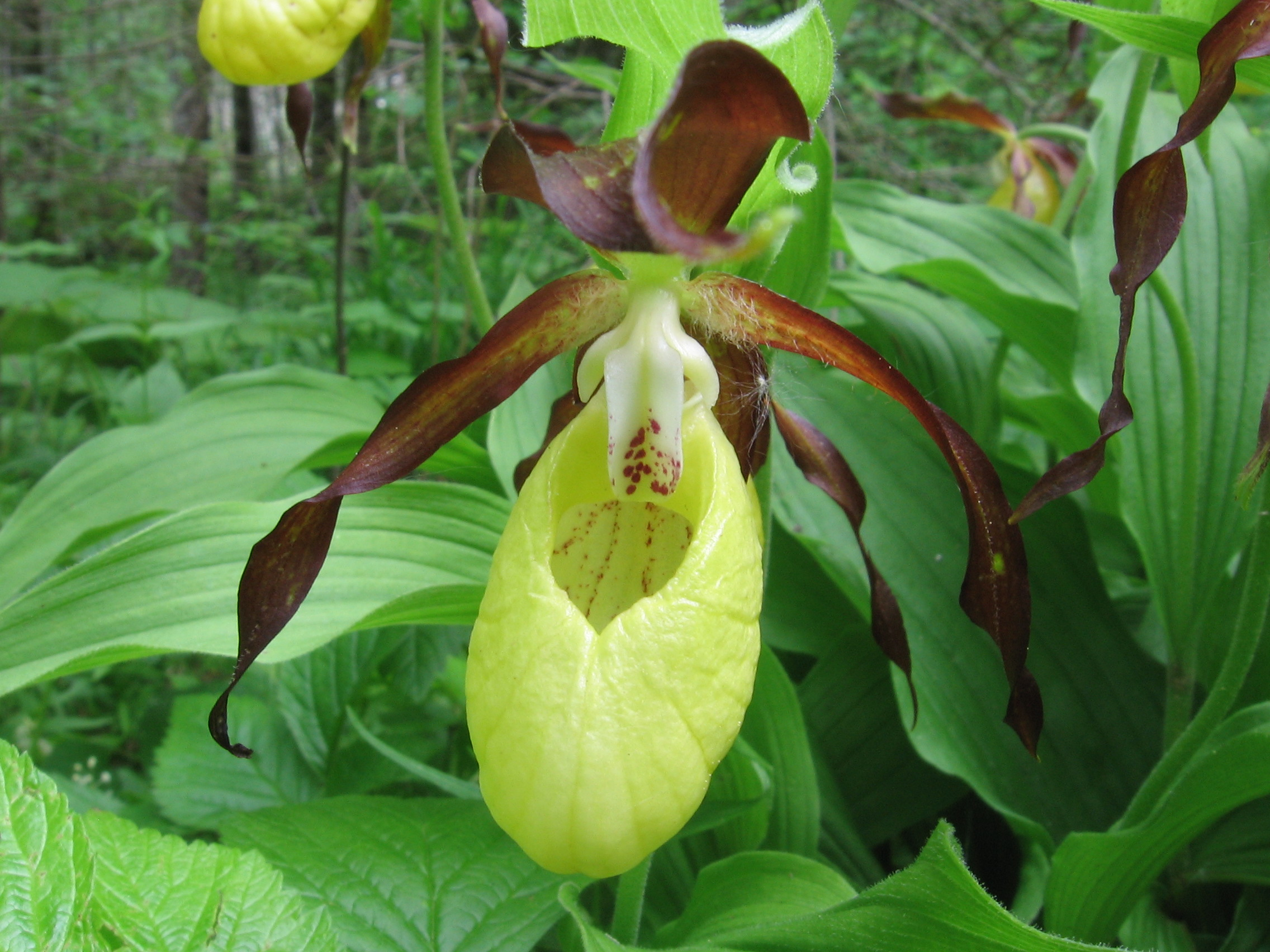
Der Frauenschuh, eine Orchidee

Unter Resupination (lateinisch resupinatio) versteht man die Drehung von Blüten, durch welche ursprünglich auf der Oberseite (adaxial) liegende Teile nach unten gedreht werden und somit in eine abaxiale Lage kommen. Solche Blüten werden als resupiniert bezeichnet. Ein Beispiel für Resupination sind die Blüten der meisten Orchideengewächse. Durch die Drehung des Blütenstiels oder Fruchtknotens um 180 Grad wird die Lippe in eine abaxiale Stellung gebracht und dient als Anflugorgan für Insekten.
Resupination kann auch bei Blättern auftreten, dabei dreht sich die Blattspreite bei der Entfaltung im Stielbereich um 180 Grad, und das Palisadenparenchym liegt auf der Blattunterseite. Der Bärlauch zeigt zum Beispiel ein solches Verhalten.
Der Ausdruck Resupination wurde schon von Carl von Linné in seiner Philosophia botanica, 1751, S. 104 verwendet.